# الشيخ الجوهري (المهرة)

تعديل مصدري - تعديل

الشيخ الجوهري هي إحدى قرى عزلة الفيدمي بمديرية الغيظة التابعة لمحافظة المهرة، بلغ تعداد سكانها 32 نسمة حسب تعداد اليمن لعام 2004.